# 岩野吉樹
岩野 吉樹（いわの よしき、1980年10月12日 - ）は、NHKのアナウンサー。

## 人物
東京都江戸川区生まれ、千葉県船橋市育ち。船橋市立三田中学校、昭和学院秀英高等学校を経て、上智大学文学部新聞学科を卒業後、2004年（平成16年）に入局。

## 嗜好・挿話
- 初任地の広島放送局と、鳥取放送局の中国地方2局では、地上デジタル放送推進大使を務めた。
- 中学高校時代は、ドラムを担当していた[要出典]。
- 2020年3月30日の午前10時前のニュース速報で、コメディアンの志村けんが同月29日に新型コロナウイルスに伴う肺炎で亡くなったことに関する第一報を伝えた。
- 2021年春から仙台放送局に赴任。特に縁はなく、東北地方で勤務するのは初めてである[3]。

## 現在の担当番組
- ニュースウオッチ9（ナレーション、ニュースリーダー：2025年4月7日 - ）[4]
- サタデーウオッチ9（ナレーション、ニュースリーダー：2025年4月 - ）
- チョイス@病気になったとき（リポーター：2025年4月 - ）

## 過去の担当番組
広島放送局時代（2004年度 - 2005年度）
- 広島・中国地方のニュース・中継・リポート
- ひろしまニュース845
- ひろしまニュース645
- たべもの新世紀『主役になりたいパセリ〜広島市〜』（2005年9月18日）

鳥取放送局時代（2006年度 - 2009年度）
- 鳥取のニュース・中継・リポート
- いちおしNEWSとっとり
- たべもの新世紀『刺身ぷりぷり　初夏のあご〜鳥取市〜』（2006年7月9日）
- はなすきくよむ『謙譲表現はいただくで済む?』（2008年1月12日）
- ふるさと発スペシャル（2008年1月19日、2009年8月26日）
- ちゅうごく路 朗読さんぽ -ふるさとから、あなたへ-『ゲゲゲの女房武良布枝・作』（2009年10月15日）

水戸放送局時代（2010年度 - 2015年度）
- 金曜茨城スペシャル（2010年9月3日）
- 茨城のニュース・中継・リポート
- ニュースワイド茨城 メインキャスター（2013年4月1日 - 2014年10月3日）[5]
- 茨城ニュース845（不定期）
- 産地発!たべもの一直線『茨城　鉾田市発メロン』（2010年10月17日）
- あさイチ（2011年3月10日、2012年7月12日、23日、2015年2月16日、4月16日）
- NHKとっておきサンデー（2011年6月5日）
- ひるブラ（2011年9月28日、29日、12月28日、2012年7月12日、23日、2013年2月4日、5日、3月11日、2015年1月19日、20日）
- NHKジャーナル（2012年8月20日）
- ニュースウオッチ9（金子哲也の代理ニュースリーダー：2013年2月25日 - 3月1日）
- NHK BSニュース（金子哲也の代理キャスター：2013年2月25日 - 3月1日）
- ろーかる直送便 茨城スペシャル『納豆王国の逆襲〜美食の国へ ねばーギブアップー』（2015年7月9日）

甲府放送局時代（2016年度 - 2017年度）
- Newsまるごと山梨 キャスター（2016年6月30日 - 2017年3月31日）
- Newsかいドキ キャスター（2017年4月3日 - 2018年3月23日）
- 山梨のニュース
- ひるブラ『鮮度にこだわる!絶品ジビエ〜山梨・早川町〜』（2016年2月9日）

東京アナウンス室時代（1度目）（2018年度 - 2020年度）
- NHKニュースおはよう日本
  - キャスター：4:30 - 6:00（2018年4月16日 - 2019年3月22日）
    - 佐藤誠太、佐藤克樹との1週間ごとのローテーション　[6]

  - ニュースリーダー：祝日を除く月曜 - 金曜（2019年3月25日 - 2021年3月26日）
  - 高瀬耕造の代理キャスター（2019年3月11日、6月28日、8月13日 - 23日、2020年1月14日 - 27日、3月9日 - 11日、8月11日 - 21日）
  - おはBiz（岸正浩の代理キャスター）2019年11月28日、29日。2020年2月20日、21日
  - 新型コロナウイルス対策による臨時サブキャスター（2020年4月27日 - 5月26日）
  - おはよう日本・関東甲信越（ニュースリーダー：祝日を除く月曜 - 金曜）
- NHKニュース（午前10時：平日）（2019年3月25日 - 2021年3月26日）午前中の災害報道も担当。[注釈 1]
- 2018年7月の平成30年7月豪雨では、かつて勤務していた初任地の広島放送局に応援で派遣され、災害報道を中心にローカルニュースを担当した。
- 正午ニュース（赤松俊理の代理キャスター）（2019年3月2日、3日、16日、4月27日）
- NHKニュース7（赤松俊理の代理ニュースリーダー）（2019年3月2日、3日、16日）

仙台放送局時代（2021年度 - 2024年度）
- あの日から12年〜14時46分被災地の祈り〜（2023年3月11日）
- NHK仙台ミュージックパーク（司会：2023年9月9日）
- てれまさむね→てれまさ（キャスター：2021年3月29日 - 2025年3月21日）
- 宮城・東北地方のニュース

東京アナウンス室時代（2度目）（2025年度 - ）

## 著書
- 『原爆ドーム 4000人の心』山﨑理恵子・原爆ドーム合作絵画の会、幻冬舎 - 寄稿